# Mureungdowon-myeon
Mureungdowon-myeon (koreanska: 무릉도원면) är en socken i Sydkorea. Den ligger i kommunen Yeongwol-gun i provinsen Gangwon, i den centrala delen av landet, 115 km sydost om huvudstaden Seoul.
Socknen hette tidigare Suju-myeon (수주면), men bytte namn den 15 november 2016 till det nuvarande.